# Bazy Ótdyja Lástochka
Bazy Ótdyja Lástochka (del ruso: Ба́зы О́тдыха «Ла́сточка») es un posiólok del raión de Tuapsé del krai de Krasnodar, en el sur de Rusia. Está situado en las estribaciones meridionales del extremo oeste del Cáucaso Occidental, cerca de la orilla nororiental del mar Negro, 22 km al noroeste de Tuapsé y 90 km al sur de Krasnodar, la capital del krai. Tenía 34 habitantes en 2010.
Pertenece al municipio Novomijáilovskoye.

## Historia
El centro turístico Lástochka fue registrado como localidad del krai de Krasnodar el 15 de noviembre de 1977.